# Svartgölen (Risinge socken, Östergötland)
Svartgölen är en sjö i Finspångs kommun i Östergötland och ingår i Nyköpingsåns huvudavrinningsområde.